# Davis Cup 1961
In 1961 werd het toernooi om de Davis Cup  voor de 50e keer gehouden. De Davis Cup is het meest prestigieuze tennistoernooi voor landen dat sinds 1900 elk jaar wordt georganiseerd.
Australië won voor de 17e keer de Davis Cup door in de finale Italië met 5-0 te verslaan.
De deelnemers strijden in drie verschillende regionale zones tegen elkaar. De winnaar van elke zone speelt het interzonaal toernooi. De winnaar daarvan speelt tegen de regerend kampioen om de Davis Cup.

## Finale
Australië -  Italië 5-0 (Melbourne, Australië, 26-28 december)

## Interzonaal Toernooi
|  | halve finale 30 september - 2 oktober | halve finale 30 september - 2 oktober |  |                  | finale 13-16 oktober | finale 13-16 oktober |
|  |                                       |                                       |  |                  |                      |                      |
|  |                                       |                                       |  |                  |                      |                      |
|  | Italië                                |                                       |  |                  |                      |                      |
|  | bye                                   |                                       |  |                  |                      |                      |
|  |                                       |                                       |  |                  | Italië               | 4                    |
|  |                                       |                                       |  | Verenigde Staten | 1                    |                      |
|  | India                                 | 2                                     |  |                  |                      |                      |
|  | Verenigde Staten                      | 3                                     |  |                  |                      |                      |

Eerst genoemd team speelt thuis

## België
België speelt in de Europese zone.
| datum      | tegenstander | uitslag | locatie | groep   | ronde    | winst/verlies |
| ---------- | ------------ | ------- | ------- | ------- | -------- | ------------- |
| 04-06-1961 | Italië       | 2-3     | thuis   | EUR udt | 2e ronde | v             |
| 07-05-1961 | Chili        | 3-2     | thuis   | EUR udt | 1e ronde | w             |

België bereikte de tweede ronde van de Europese zone.

## Nederland
Nederland speelt in de Europese zone.
| datum      | tegenstander   | uitslag | locatie | groep   | ronde    | winst/verlies |
| ---------- | -------------- | ------- | ------- | ------- | -------- | ------------- |
| 04-06-1961 | West-Duitsland | 0-5     | thuis   | EUR udt | 2e ronde | v             |
| 07-05-1961 | Zwitserland    | 3-2     | uit     | EUR udt | 1e ronde | w             |

Nederland bereikte de tweede ronde van de Europese zone.
| niveau 1 | niveau 2 | niveau 3 | niveau 4 | niveau 5 |

Algemeen · Opzet · Finales · Winnaars 
 België ·  Nederland ·  Aruba ·  Nederlandse Antillen 

1900 · 1901 · 1902 · 1903 · 1904 · 1905 · 1906 · 1907 · 1908 · 1909 · 1910 · 1911 · 1912 · 1913 · 1914 · 1915 · 1916 · 1917 · 1918 · 1919 · 1920 · 1921 · 1922 · 1923 · 1924 · 1925 · 1926 · 1927 · 1928 · 1929 · 1930 · 1931 · 1932 · 1933 · 1934 · 1935 · 1936 · 1937 · 1938 · 1939 · 1940 · 1941 · 1942 · 1943 · 1944 · 1945 · 1946 · 1947 · 1948 · 1949 · 1950 · 1951 · 1952 · 1953 · 1954 · 1955 · 1956 · 1957 · 1958 · 1959 · 1960 · 1961 · 1962 · 1963 · 1964 · 1965 · 1966 · 1967 · 1968 · 1969 · 1970 · 1971 · 1972 · 1973 · 1974 · 1975 · 1976 · 1977 · 1978 · 1979 · 1980 · 1981 · 1982 · 1983 · 1984 · 1985 · 1986 · 1987 · 1988 · 1989 · 1990 · 1991 · 1992 · 1993 · 1994 · 1995 · 1996 · 1997 · 1998 · 1999 · 2000 · 2001 · 2002 · 2003 · 2004 · 2005 · 2006 · 2007 · 2008 · 2009 · 2010 · 2011 · 2012 · 2013 · 2014 · 2015 · 2016 · 2017 · 2018 · 2019 · 2020-2021 · 2022 · 2023 · 2024 · 2025